# Lycaenopsis phuste
Lycaenopsis phuste är en fjärilsart som beskrevs av Druce 1895. Lycaenopsis phuste ingår i släktet Lycaenopsis och familjen juvelvingar. Inga underarter finns listade i Catalogue of Life.